# Krytyczne 24 godziny
Krytyczne 24 godziny (ang. Megafault) – amerykański film sensacyjny z 2009 roku w reżyserii Davida Michaela Latta. W filmie występują Brittany Murphy, Justin Hartley, Eriq Lasalle, Tamala Jones, Paul Logan i Bruce Davison.

## Opis fabuły
W USA dochodzi do potężnego trzęsienia ziemi. Zespół sejsmologów, którym kieruje doktor Amy Lane (Brittany Murphy) odkrywa, że powstała głęboka szczelina przecinającą kontynent. Na skutek tego Ameryka Północna może podzielić się na dwie części. Naukowcy mają 24 godziny, by zapobiec katastrofie.

## Obsada
- Brittany Murphy jako doktor Amy Lane
- Eriq La Salle jako Charles "Boomer" Baxter
- Justin Hartley jako Dan Lane
- Bruce Davison jako doktor Mark Rhodes
- Tamala Jones jako Marlena Johnson
- Paul Logan jako Major Boyd Grayson
- Jack P. Downing jako generał Banks
- Sarah Garvey jako Jerry Blair

i inni